# Olav Westphalen
Olav Westphalen (* 1963 in Hamburg) ist ein deutscher Künstler, Cartoonist, Autor und Hochschullehrer. Seine Werke sind in zahlreichen Kunst-Museen vertreten, darunter in den Sammlungen des Moderna Museet Stockholm, des Museum of Modern Art in New York oder des Centre Pompidou in Paris. Im deutschsprachigen Raum ist Westphalen vor allem als Teil des Cartoonistenduos Rattelschneck (gemeinsam mit Marcus Weimer) bekannt.

## Leben
Westphalen studierte bis 1990 an der Fachhochschule für Gestaltung in Hamburg und mit einem Fulbright-Stipendium bis 1993 an der University of California bei Allan Kaprow. Seine erste Einzelausstellung hatte Westphalen 1995 im Berliner Künstlerhaus Bethanien, der zahlreiche weitere auf der ganzen Welt folgten. Westphalen lebte nach dem Studium als freier Künstler in New York City; heute lebt und arbeitet er in Stockholm, wo er seit 2007 als Professor für Performancekunst an der Königlichen Kunstakademie unterrichtet. Seit den neunziger Jahren veröffentlicht er darüber hinaus gemeinsam mit Marcus Weimer unter dem Namen "Rattelschneck" Cartoons und Comics, vorwiegend in deutschsprachigen Zeitungen und Zeitschriften (regelmäßig unter anderem in der Die Zeit, der Süddeutschen Zeitung und im Satiremagazin Titanic). Mit Rattelschneck veröffentlichte und illustrierte Westphalen auch zahlreiche Bücher.

## Künstlerisches Werk
Westphalen arbeitet und unterrichtet in den Bereichen Skulptur, Zeichnung, Cartoon, Mixed Media, Installation und Performance. Westphalens künstlerische Arbeiten sind häufig auf der Grenze zwischen ernster Hoch- und komischer Unterhaltungskunst angesiedelt und thematisieren diese (vermeintliche) Grenze immer wieder direkt. Sein Werk wurde entsprechend im Zusammenhang mit Künstlern wie Paul McCarthy, Mike Kelley oder Chris Burden genannt. Westphalens Arbeiten richten sich auch gegen eingeschliffene Rezeptions-Gewohnheiten, besonders im Bezug auf das vorherrschende Verständnis von Komik und Ironie. In seiner Performance Bruhaha (1998/99) bestieg Westphalen beispielsweise als vermeintlicher Stand-up-Comedian die Bühne und wiederholte die gleichen Witze mehrere Male direkt hintereinander, wobei er jeweils die Geräuschkulisse der vorhergehenden Performance einspielen ließ, bis alles in Lärm unterging. Westphalen befürwortet den Einsatz komischer Mittel in der Kunst, die aber weder einseitig satirisch-ironisch agieren noch sich zu sehr der Massenunterhaltung andienen oder nur innerhalb des Kunstbetriebs als komisch empfunden werden. Er plädiert "gegen konventionelle Ironie" und damit für ein Verständnis trockenen Humors in der Kunst, dessen Wirkungsabsichten sich nicht mehr genau bestimmen lassen. Als Beispiele für dieses Komikverständnis auf der Grenze zwischen Hoch- und Unterhaltungskultur führt er unter anderem Neil Hamburger, Stephen Prina, die Skulpturen Franz Wests, Andy Kaufman, Wes Andersons Filme, Olli Dittrichs Improvisationskammerspiele, die Musik Daniel Johnstons oder Helge Schneider an.

## Einzelausstellungen und Performances (Auswahl)
- 10/2012: Even Steven, The Swedish Contemporary Art Foundation, Stockholm (Performance)
- 2012: Flip-Flop Factory, Minsheng Art Museum, Shanghai
- 2010: FERCO, Milliken Gallery, Stockholm
- 2009: Desert Dreams, Moderna Museet/Studion, Stockholm, Sweden
- 2007: The Disciplines, Brandenburgischer Kunstverein, Potsdam
- 2007: Desert Dreams and The World Politics Costume Cuddle Party, Zollverein, Essen
- 2005: Drawings, Hilger Contemporary, Wien
- 2003: The First Long Island City Blimp Derby, Sculpture Center, Long Island City, New York
- 2001: E.S.U.S., Museum Liljewalchs, Stockholm

## Auszeichnungen (Auswahl)
- 2007: Sondermann-Preis für Komische Kunst der Buchmesse Frankfurt (gemeinsam mit Marcus Weimer)
- 2007: Artist in Residence am Centre for Contemporary Art, Warschau
- 2006: Artist in Residence im Office of Contemporary Art, Oslo
- 2003: Artist in Residence im Sculpture Center, Queens, New York
- 2001: Artist in Residence am IASPIS, Stockholm
- 1999: Arbeitsstipendium für Bildende Kunst des Kultursenat Berlin|Kultursenats Berlin
- 1994: Philip Morris Grant des Künstlerhauses Bethanien, Berlin